# Scyphax nipponensis
Scyphax nipponensis is een pissebed uit de familie Scyphacidae. De wetenschappelijke naam van de soort is voor het eerst geldig gepubliceerd in 1986 door Nunomura.